# نوکیا ۷
نوکیا ۷ یک گوشی میان رده از شرکت فنلاندی نوکیا است که تحت نظارت شرکت فنلاندی HMD Global انحصارا در چین تولید و عرضه شده‌است، ولی نمونه‌های آن در دیگر کشورها نیز یافت می‌شود. این گوشی اولین بار در تاریخ ۱۹ اکتبر ۲۰۱۷ در چین معرفی شد نسخه جهانی این گوشی نوکیا ۷ پلاس نام دارد که دارای سخت‌افزار قویتری نیز می‌باشد.

## مشخصات
نوکیا ۷ مجهز به پردازنده ۸ هسته ایی از نوع snapdragon 630 با فناوری طراحی ۱۴ نانومتری است، همچنین این گوشی دارای دو نوع مدل با رم‌های ۴ و ۶ گیگابایت است که از نوع LDDR4 می‌باشند. حافظه ذخیره‌سازی این گوشی ۶۴ گیگابایت است که با افزودن حافظه اس‌دی در جای سیم کارت دوم می‌توان حافظه گوشی را افزایش داد. پس از آپدیت اندروید پای قابلیت استفاده از نسل چهارم شبکه تلفن همراه برای هر دو سیم‌کارت این گوشی فعال شد. نوکیا ۷ مجهز به یک باتری ۳۰۰۰ میلی‌آمپر ساعتی است و جنس بدنه آن از شیشه است. جنس فریم دور این گوشی از آلومینیوم ۷۰۰۰ می‌باشد.
دوربین جلوی این گوشی ۵ مگاپیکسل است و دوربین پشتی آن نیز ۱۶ مگاپیکسل از نوع کارل زایس است که بعد از نوکیا ۸ اولین گوشی نوکیا با این نوع لنز است که نشان‌دهنده همکاری دوباره این شرکت با نوکیاست. دوربین جلوی این گوشی دارای فاصله کانونی ۲ و دوربین پشتی این گوشی نیز دارای فاصله کانونی ۱٫۸ می‌باشد.

### نرم‌افزار
این گوشی در ابتدا با اندروید ۷٫۱ منتشر شد ولی به سرعت به اندروید ۸ ارتقا یافت و آپدیتهای ۸٫۱ و ۹ را نیز دریافت کرده‌است. این گوشی مانند دیگر گوشی‌های نوکیا هر ماهه آپدیتهای امنیتی گوگل را دریافت می‌کند.